# Indice di opacità finanziaria
L'Indice di opacità finanziaria (in inglese:Financial Secrecy Index) è un indice finanziario pubblicato dal 2009, inizialmente annualmente poi ogni due anni, dall'organizzazione non governativa Tax Justice Network con sede nel Regno Unito che riporta la classifica dei paesi per grado di opacità finanziaria, considerati più a rischio di essere considerati paradisi fiscali, finanziari o societari.
L'indice generale viene ricavato da un indice di opacità complessivo denominato Financial Secrecy Score determinato da 20 criteri  (inizialmente 12 e poi 15) in una scala di valori da 0 a 100. Questi criteri si possono suddividere in tre raggruppamenti: la normativa antiriciclaggio e il segreto bancario, il regime fiscale e la regolamentazione dei veicoli societari.
Il numero di paesi analizzati è stato ampliato ad ogni edizione fino a raggiungere il numero di 141 nell'ultima del 2022. 